# Sefyu

Sefyu

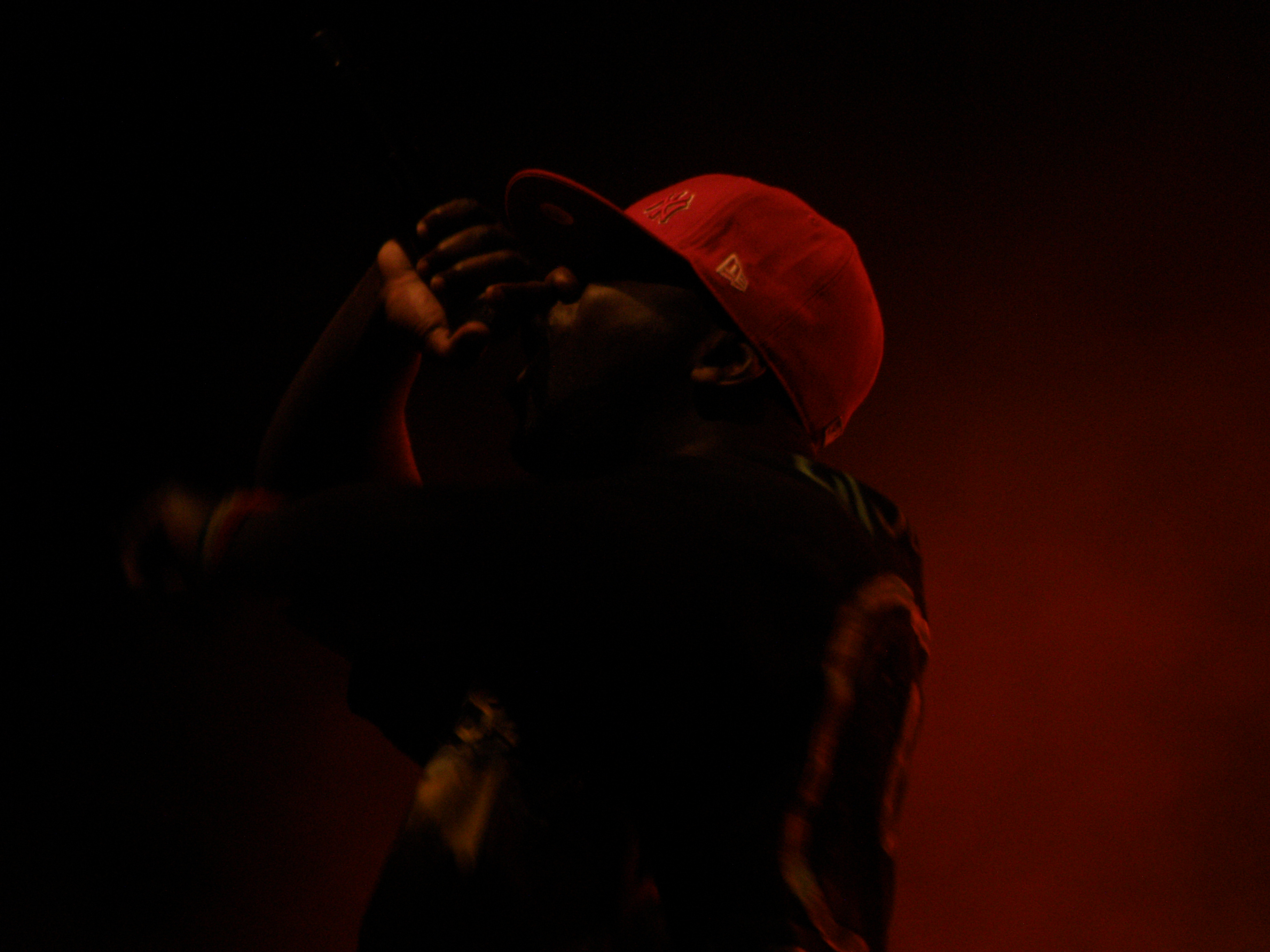
Sefyu live (2009)

Sefyu (* 20. April 1981 im 18. Arrondissement von Paris; richtiger Name Youssef Soukouna) ist ein französischer Rapper mit senegalesischen Wurzeln.

## Biografie
Seyfu wuchs in Paris auf. Eigentlich war er ein vielversprechender Fußballspieler, der in der Jugend sogar von Arsenal London angeheuert worden war, bevor ihm eine Knieverletzung die bevorstehende Profikarriere verbaute. Er ist auch heute noch mit dem französischen Nationalspieler Alou Diarra eng befreundet.
Er wandte sich der Rapmusik zu und Ende der 1990er gründete er mit vier anderen die Hip-Hop-Crew Natural Court Circuit (NCC). Sefyu ist die Verlan-Version seines Vornamens Youssef. Ab 2001 begann er sich in der Pariser Hip-Hop-Szene einen Namen zu machen und nachdem er mit einigen Tracks auf bekannten Samplern und Mixtapes vertreten gewesen war, brachte er 2005 mit Molotov 4 sein erstes eigenes Mixtape heraus. Es war so erfolgreich, dass es 2006 ein zweites Mal aufgelegt wurde.
Mit seinem Debütalbum Qui suis-je? hatte er dann 2006 den ersten großen kommerziellen Erfolg. Es stieg auf Platz 14 in die französischen Albumcharts ein und hielt sich insgesamt über ein Jahr in den Top 200. Über 50.000 Mal verkaufte sich das Album. Sefyus Markenzeichen ist, dass er auf Aufnahmen sein Gesicht nicht offen zeigt, sondern von schräg hinten oder verdeckt oder im Schatten zu sehen ist.
2008 erschien bereits sein zweites Album: Suis je le gardien de mon frère?. Es stieg auf Platz 1 der Charts ein und konnte sich auch in den französischsprachigen Nachbarländern etablieren. Außerdem verhalf es Sefyu endgültig zu einem der großen Namen im französischen Hip-Hop zu werden.

## Diskografie

### Alben
- 2005: Molotov 4 (Mixtape)
- 2006: Qui suis-je?
- 2008: Suis-je le gardien de mon frère?
- 2011: Oui Je le Suis
- 2019: Yusef